# 特捜記者
『特捜記者』（とくそうきしゃ）は、1974年4月3日から同年9月25日まで、フジテレビ系列で放送された事件記者ドラマ。制作は松竹、関西テレビ。全26回。放送時間は毎週水曜日22:00～22:55(JST)。
第14話より『特捜記者 犯罪を追え』（とくそうきしゃ やまをおえ）と改題されており、本項目でも『犯罪を追え』までを通して詳述する。

## 概要
芦田伸介演じる安川真之助が編集長を勤めている、雑誌「たうん」の編集部を舞台に、世間で起こる様々な事件の隠された裏側に鋭くメスを入れるミステリー・アクションドラマ。
前番組の「科学捜査官」に続いて芦田プロダクションズが企画を担当、芦田の他に小野進也もレギュラーで続投している。
全話において、佐野洋、生島治郎、結城昌治といった推理作家の作品を原作としており、サブタイトルの冒頭には「”◯◯“より」と原作の作品名が付けられていた。（原作通りの題名のサブタイトルには付いていない。）
2023年現在、DVD・BDなどの映像ソフト化及びオンデマンド配信は一切行われていない。

## キャスト
雑誌「たうん」編集部
- 夏木鋭一 - 近藤正臣
- 谷口大介 - 谷啓
- 丹錬太 - 松山英太郎
- 早瀬三郎 - 小野進也
- 杉江乃武子 - 結城美栄子
- 安川真之助 - 芦田伸介

その他
- 刑事 - 睦五郎（第1話、第2話、第6話、第8話、第10話〜第12話、第14話〜第26話）
- ナレーター - 穂積隆信（第1話〜第13話）、黒沢良（第14話〜第26話）

## スタッフ
- 原作 - 佐野洋、三好徹、生島治郎、結城昌治、五木寛之
- プロデューサー - 馬道春夫（松竹）、橋本隆亘(関西テレビ)
- 脚本 - 佐治乾、永原秀一、国弘威雄、池田一朗、石松愛弘、大津皓一、田代淳二、武田宏一、小林久三、池上金男、蘇武路雄、吉田進、井上梅次、浅井達也、大野武雄
- 音楽 - 平尾昌晃、F・B・I・ミュージック
- 撮影 - 加藤正幸、小原治夫、荒野諒一
- 照明 - 福岡昭男、石渡健蔵、島崎俊行、佐藤俊男、荒木勝
- 録音 - 熊谷宏、水間光雄、山本忠彦、佐藤義人
- 美術 - 佐藤公信、浦山芳郎、猪俣邦弘
- 編集 - 小出良助、北見精一
- 監督 - 貞永方久、江崎実生、井上梅次、松尾昭典、長谷和夫、武縄源太郎、菱田義雄
- 企画・制作協力 - 芦田プロダクションズ

## 放送リスト
| 話 | 放送日        | サブタイトル                        | 原作     | 脚本              | 監督       | ゲスト |
| -- | ------------- | ----------------------------------- | -------- | ----------------- | ---------- | --- |
| 1  | 1974年 4月3日 | 女を通りぬける                      | 佐野洋   | 佐治乾 永原秀一   | 貞永方久   | 伊藤雄之助、中山麻里、藤木敬士、袋正、光技明彦、斉藤英雄、園田健二、城戸卓、中川秀人、志馬琢哉、高杉和宏、豊田広貴、福島康行、中富由紀子                                       |
| 2  | 4月10日       | 気取ったナウな奴                    | 三好徹   | 池田一朗          | 江崎実生   | 織田あきら、竹下景子、山本麟一、日野道夫、栗原啓子、根岸一正、桜井昭二、山城春芳、松本まり子、中川加奈、本田洋子、福島康行                                                     |
| 3  | 4月17日       | 密航者は誰だ                        | 生島治郎 | 国弘威雄          | 長谷和夫   | 池部良、真山知子、ジャネット八田、井上三千男、秋元羊介、北町嘉朗、中野善之、叶光輝、山本幸栄、椿淳司、木村賢治                                                                 |
| 4  | 4月24日       | “葬式紳士”より 殺しのセールスマン   | 結城昌治 | 池田一朗          | 江崎実生   | 安部徹、加藤和夫、高野真二、有沢正子、高桐真、岡本富士太、林孝一、平川薫、土田桂司、渡辺紀行、松原直、颯和志、日野道夫、栗原啓子                                               |
| 5  | 5月1日        | “失踪者”より 赤いバラを胸に         | 結城昌治 | 石松愛弘          | 長谷和夫   | 平井昌一、田口計、三条泰子、野口元夫、遠藤征慈、鶴間エリ、石島房太郎、湯沢勉、名川貞郎、石井義幸、東郷克文、田村恵一、日野道夫、栗原啓子                                       |
| 6  | 5月8日        | やさしい密告者                      | 生島治郎 | 大津皓一          | 武縄源太郎 | 加茂さくら、E・H・エリック、大月ウルフ、河村弘二、柄沢英二、池田和歌子、若松和子、原靖司、宮坂タエコ、ブリエンス・ロジャー、オルガ・アシュウワース、日野道夫、福島康行、叶光輝 |
| 7  | 5月15日       | 血が足りない                        | 生島治郎 | 国弘威雄          | 長谷和夫   | 坂本九、小林勝彦、有馬昌彦、陶隆、島田茂、奥村公延、角友司郎、戒能邦人、初瀬音羽、高橋雅男、桂大介、西沢武夫、神代如一、松永守、秩父晴子、杉野由美子、佐藤秀一、木村賢治       |
| 8  | 5月22日       | “外出した死体”より 消えた女の死体   | 結城昌治 | 田代淳二          | 井上梅次   | 天野新士、南原宏治、真山譲次、阿部昇二、田川恒夫、大堀早苗、弘松三郎、肥土尚弘、瀬川新一、長沢良治、栗原啓子                                                                   |
| 9  | 5月29日       | “盗作狩り”より 盗作者の涙           | 五木寛之 | 池田一朗          | 井上梅次   | 桜井センリ、草薙幸二郎、上原ゆかり、水谷貞雄、稲垣隆史、永井譲滋、富山真沙子、横沢裕一、照井湧子、原靖司                                                                       |
| 10 | 6月5日        | “描かれた女”より 赤い髪の女         | 結城昌治 | 小林久三          | 武縄源太郎 | 江原真二郎、戸川昌子、高杉玄、井上博一、椎谷建治、沖秀一、平井岐代子、堀内香、日野道夫、栗原啓子、山本幸栄                                                                     |
| 11 | 6月12日       | “いさましいママ”より 罠にはまった女 | 佐野洋   | 池田一朗          | 長谷和夫   | 菊容子、水原英子、鶴賀二郎、辻萬長、筈見純、猪野剛太郎、清水俊男、竹淵真一、桐原史雄、園かおる、杉野公子、羽生昭彦、岡本忠行、松下努、中川秀人、松永守                         |
| 12 | 6月19日       | 天使が消えた                        | 三好徹   | 池田一朗          | 江崎実生   | 今出川西紀、万里昌代、近藤宏、川村真樹、木島一郎、大前田武、大野木克志、大月優子、桜井とし子、池永寿見子、なかいゆうこ、長沢良治                                               |
| 13 | 6月26日       | “被害者さがし”より 生き残った女     | 佐野洋   | 永原秀一 武田宏一 | 江崎実生   | 夏純子、高橋昌也、高橋とよ、石川博、笠原玲子、里木佐甫良、佐野哲也、稲川善一、田畑善彦、小野松枝、山岡久美子、水上令子、坂田多恵子、深雪けいこ、永井譲滋                       |
| 14 | 7月3日        | 艶歌の女                            | 生島治郎 | 小林久三          | 井上梅次   | 江波杏子、蜷川幸雄、早川保、今井健二、村井宏、芝あき、満山恵子、江島礼子、出射光子、西沢武夫、長沢良治                                                                         |
| 15 | 7月10日       | 愛の終る時                          | 生島治郎 | 池田一朗          | 井上梅次   | 川辺久造、生田悦子、三上左京、岡部正純、丹古母鬼馬二、小高まさる、谷よしの、石垣守一、加藤真琴、三沢憲治、田辺進三、小森英明、園田健二、中川秀人、長沢良治、沖秀一             |
| 16 | 7月17日       | ダブル・クラッチ                    | 五木寛之 | 池田一朗          | 松尾昭典   | 長澄修、天田俊明、吉野佳子、久保晶、畠山麦、竹口安芸子、下川清子、桂広行 |
| 17 | 7月24日       | 殺意のくさり                        | 三好徹   | 池上金男          | 松尾昭典   | 山本勝、松橋登、桜井浩子、高城淳一、大竹修造、土岐まり子、高杉和宏、中野善之、松原直、長沢良治                                                                                 |
| 18 | 7月31日       | ないしょのマーチ                    | 佐野洋   | 池田一朗          | 長谷和夫   | 西川和孝、町田祥子、蟹江敬三、森みつる、高木信夫、菊容子、堀内香、杉野公子 |
| 19 | 8月7日        | 闇に去った女                        | 結城昌治 | 佐治乾 蘇武路雄   | 長谷和夫   | 川代家継、宮本信子、田中明夫、浅香春彦、三井恒、簡野典子、絵沢萠子、蓮川久美、中根敏晴、村上幹夫、赤津陽子、東海林一枝、城戸卓、中川秀人、渡辺紀行                             |
| 20 | 8月14日       | 帝国陸軍ラッパ集                    | 五木寛之 | 池田一朗          | 江崎実生   | 宍戸錠、伊佐山ひろ子、佐藤英夫、林ゆたか、前沢迪雄、永井柳太郎、上野綾子、榎木兵衛、中川明、佐々木一哲、奥村真俉                                                               |
| 21 | 8月21日       | “燃えろ燃えろ”より 赤熱のロック     | 生島治郎 | 永原秀一 武田宏一 | 江崎実生   | 上月左知子、神田隆、団巌、藤井つとむ、荒木生徳、永井政春、秋元健、坂上浩一、萩まさみ、太田咲、千早蘭、高杉和宏、松永守、城北ライダーズ・クラブ                                 |
| 22 | 8月28日       | 黒バラの女                          | 三好徹   | 小林久三 吉田進   | 武縄源太郎 | 市毛良枝、横山リエ、冨田浩太郎、西沢利明、田畑孝、井手瑞恵、長沢良治、沖秀一                                                                                                   |
| 23 | 9月4日        | 夜霧の女                            | 三好徹   | 池上金男 井上梅次 | 井上梅次   | 奈美悦子、真理明美、清水彰、斉藤真、日吉としやす、真木恭介、福田悟、川島照満、久田尚美、島田茂、長沢良治                                                                       |
| 24 | 9月11日       | 青春は傷つく                        | 生島治郎 | 佐治乾            | 長谷和夫   | 海野まさみ、堀内正美、勝部演之、天津敏、宮口二郎、依田英助、内田忠男、小田まり、吉田良全、宇崎尚韶                                                                             |
| 25 | 9月18日       | 赤い点が光った                      | 佐野洋   | 永原秀一 浅井達也 | 菱田義雄   | 高林由紀子、岡田英次、加藤真知子、中丸信、田中力、本田竜彦、白石環、志馬琢哉                                                                                                   |
| 26 | 9月25日       | 涙の河をふり返れ                    | 五木寛之 | 池田一朗 大野武雄 | 長谷和夫   | 江守徹、奈良富士子、高原駿雄、末宗稔子、五木繁則、志賀真津子、山内英正、東谷弓子、谷よしの                                                                                     |

## 再放送
CS放送局では、ホームドラマチャンネルにて2001年12月から再放送が開始。

その後の2005年9月からは、2度目の再放送が行われた。